# Kościół św. Jana Chrzciciela i św. Mikołaja w Ustce
Kościół św. Jana Chrzciciela i św. Mikołaja – kościół, który znajdował się w Ustce, pierwotnie jako świątynia katolicka, w 1539 został przejęty przez ewangelików. Rozebrano go w 1889 roku.

## Historia
Pierwszym kościołem w Ustce była świątynia pw. św. Jana Chrzciciela i św. Mikołaja. Już w roku 1356 liczba mieszkańców Ustki wzrosła do tego stopnia, że mimo wybudowania kościoła w Zimowiskach (Wintershagen), zaistniała konieczność jednoczesnego wybudowania kościoła filialnego w Ustce. W kościele w Grabnie umieszczono tablicę kamienną upamiętniająca budowę obu kościołów z napisem: „HEC FABRICA ECCLESIE MATRICIS WINTERSHAGEN ET EIUS FILIE STOLPMUNDE CAMINENSIS”.
Świątynię pobudowano szybko, a budulcem było drewno dębowe. Kościół posiadał ok. 200 miejsc siedzących. W XIX wieku świątynia okazała się zbyt mała dla wzrastającej liczby wiernych. Świątynia stanowiła też znak nawigacyjny dzienny (przez swoją niepowtarzalną bryłę) i nocny (światła w oknach kościoła). W 1590 w czasie reformacji kościół przeszedł na własność gminy ewangelickiej. W 1644 roku miał miejsce pożar Ustki, w którym jednak świątynia cudem nie ucierpiała.
Przed rozebraniem kościoła nastąpiło jego uroczyste zamknięcie wraz z przeniesieniem wyposażenia do nowego kościoła – proces rozbiórki trwał od 20 marca 1889.

## Architektura świątyni
Kościół wyglądał bliźniaczo jak ten w Zimowiskach. Jego wieża o wysokości 30 metrów była najwyższym budynkiem w Ustce przez ponad 500 lat.

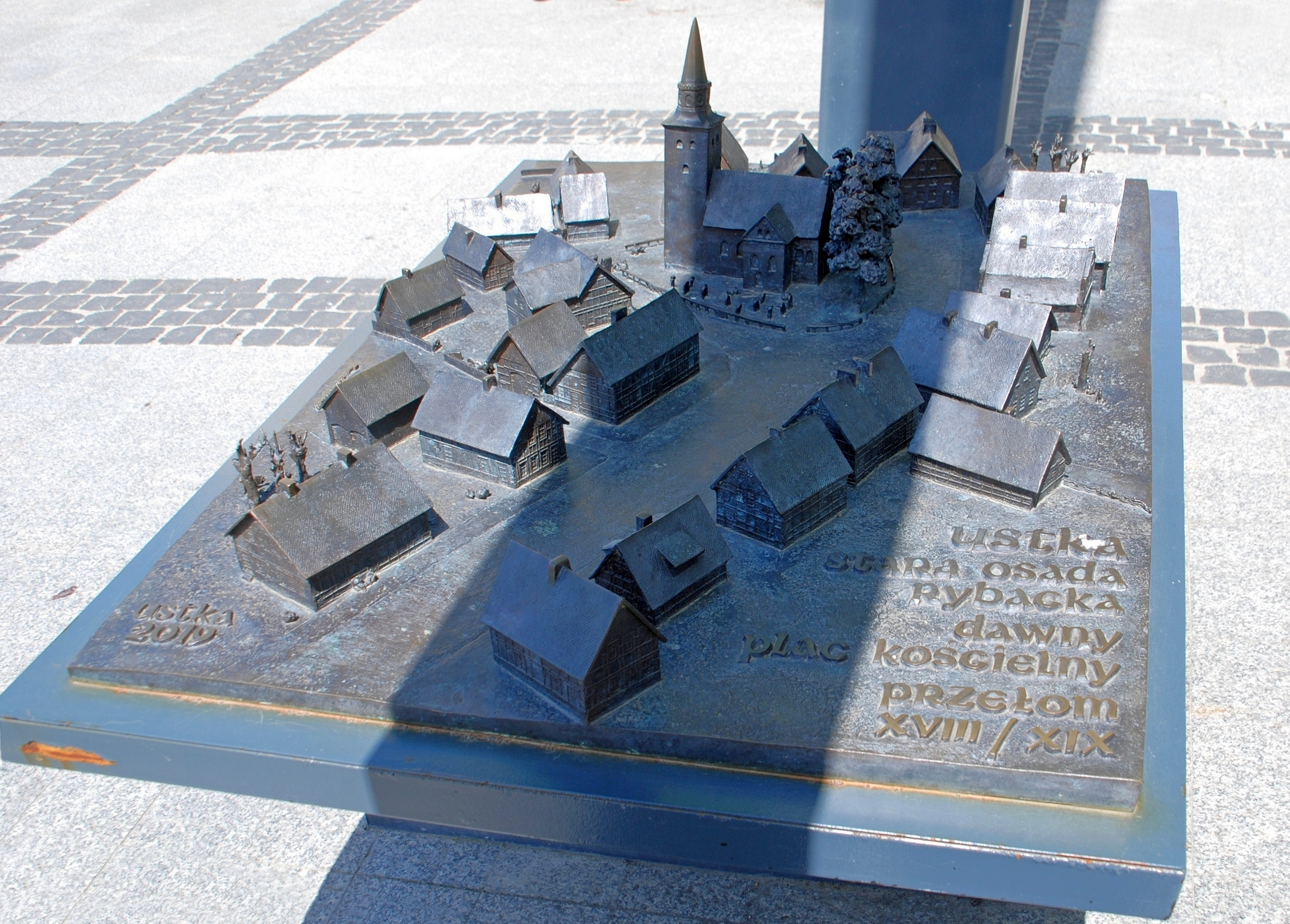
Makieta starej osady rybackiej z kościołem św. Jana Chrzciciela i św. Mikołaja
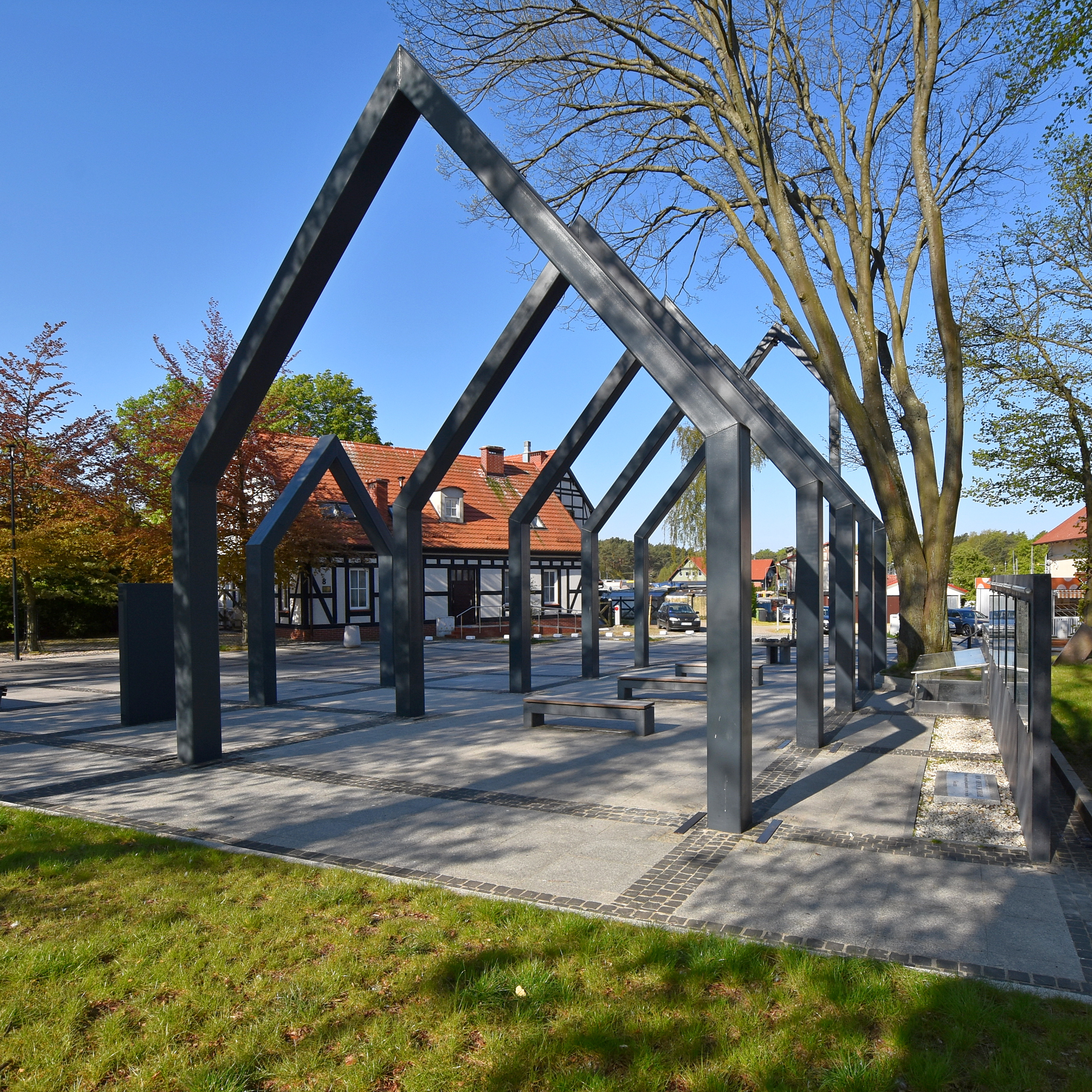
Makieta kościoła
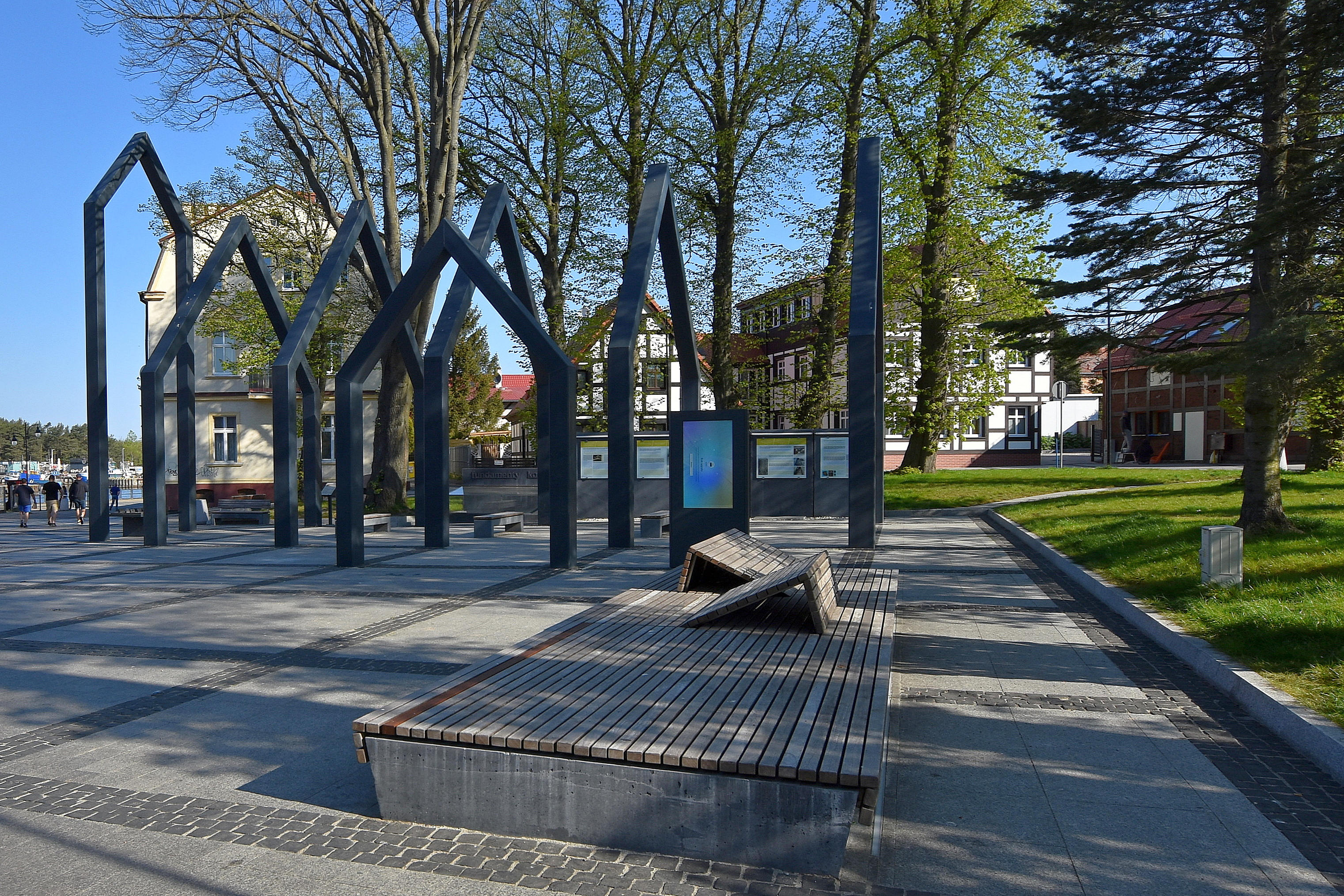
Makieta kościoła